# ماري تريت
ماري لوا أديليا ديفيس تريت (7 سبتمبر 1830 في ترومانسبورج، نيويورك- 11 أبريل 1923 في بيمبروك، نيويورك) كانت عالمة طبيعية ومراسلًا لتشارلز داروين. كانت مساهمات العلاج في كل من علم النبات وعلم الحشرات واسعة النطاق، حيث تم تسمية أربعة أنواع من النباتات والحيوانات بإسمها، بما في ذلك الأمارلس، وزيفيرانثيس تريتي.